# Teodor Heryng

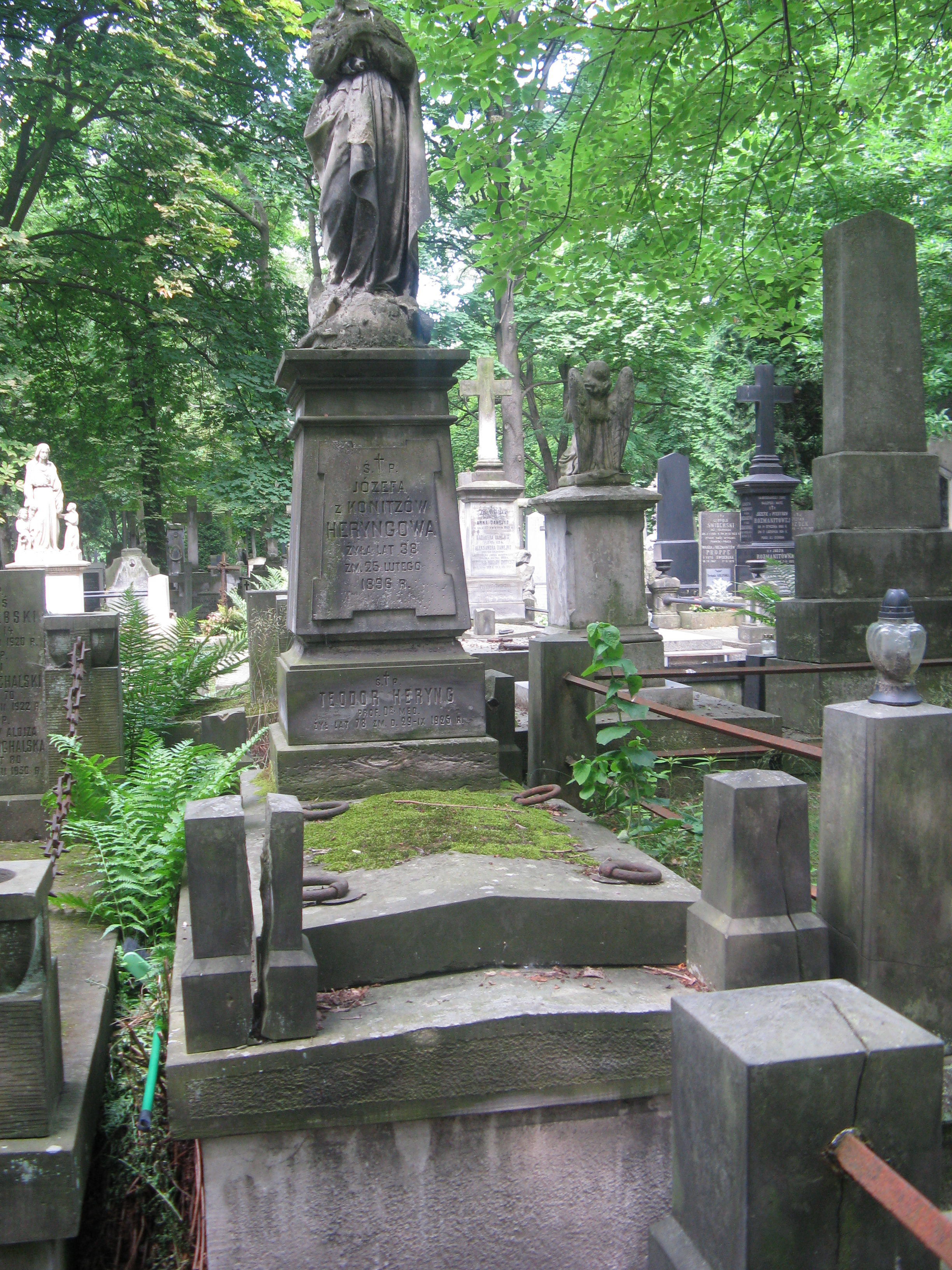
Grob Teodora Herynga na cmentarzu Powązkowskim

Teodor Heryng (ur. 1 maja 1847 w Warszawie, zm. 29 sierpnia 1925 tamże) – polski lekarz laryngolog żydowskiego pochodzenia.

## Życiorys
Urodził się jako syn kupca Edwarda (1818-1888) i Emilii Szletyńskiej (1823-1885). Był bratem ekonomisty Zygmunta Herynga. Ukończył jedno z warszawskich gimnazjów. W latach 1865–1870 odbywał studia medyczne w Szkole Głównej w Warszawie. W charakterze rosyjskiego lekarza brał udział w wojnie francusko-pruskiej. Po jej zakończeniu odbywał specjalizację z laryngologii w Berlinie i w Wiedniu. W 1875 powrócił do Warszawy, gdzie pierwotnie pracował w prywatnych klinikach, a później jako uznany laryngolog został ordynatorem Szpitala św. Rocha w Warszawie. Tę ostatnią funkcję pełnił w latach 1880–1898. W Warszawie i Ciechocinku założył zakłady inhalacyjne.
W 1888 uzyskał w Paryżu tytuł doktora. Tytuł doktora otrzymał również w 1911 na Uniwersytecie Jagiellońskim. W 1922 został profesorem honorowym Uniwersytetu Warszawskiego. Był prezesem honorowym Towarzystwa Otolaryngologicznego w Warszawie, a także członkiem Towarzystwa Naukowego Warszawskiego, Wileńskiego Towarzystwa Lekarskiego i Łódzkiego Towarzystwa Lekarskiego. Był też członkiem Towarzystwa Otorynolaryngologicznego w Nowym Jorku.
Ogłosił liczne publikacje z zakresu swojej specjalności. Projektował również narzędzia medyczne. Za zasługi na polu publicystyki i wynalazczości odznaczany i nagradzany.
Był dwukrotnie żonaty, po raz pierwszy z Józefą Konic (1856-1896), a po raz drugi z Jadwigą Popowską (1876–1944). Z pierwszego małżeństwa miał syna Kazimierza, a z drugiego syna Tadeusza.
Został pochowany na cmentarzu Powązkowskim w Warszawie (kwatera 40-5-27).